# Teenage Depression
Albums de Eddie and the Hot Rods
Life on the Line
(1977)
Teenage Depression, sorti en 1976, est le premier album du groupe de pub rock britannique Eddie and the Hot Rods.
Produit par Ed Hollis et Vic Maile, il est enregistré en 1976 au Jackson's Studio à Rickmansworth, au nord-ouest de Londres.
Le disque est constitué de chansons originales et de quelques reprises dont The Kids Are Alright des Who, morceau composé par Pete Townshend.

## Titres

### Face 1
1. Get Across To You - 2:48
2. Why Can't It Be? - 2:33
3. Show Me - 2:03
4. All I Need Is Money - 2:21
5. Double Chekin' Woman - 2:29
6. The Kids Are Alright - 2:40

### Face 2
1. Teenage Depression - 2:59
2. Horseplay (Wearier Of The Schmaltz) - 2:22
3. Been So Long - 3:22
4. Shake - 1:30
5. On The Run - 6:26

## Membres du groupe
- Barrie Masters : chant
- Paul Gray : guitare basse, chant
- Steve Nicol : batterie, percussions, chant
- Dave Higgs : guitare, chant, piano sur Horseplay